# Кајтбеј
Ел Малик ел Ашраф Саиф ад Дин Абу Наср Кајтбеј аз Захири (Велика Черкезија, око 1416/1418. — Каиро, 8. август 1496) био је осамнаести бурџијски мамелучки султан у Египту 872—901. хиџретске године (1468—1496. грегоријанске). Рођењем је черкеског порекла. Купио га је девети султан Барсбеј (1422—1438), а ослободио једанаести султан Џакмак (1438—1453).
Током своје владавине, стабилизовао је Мамелучку државу и економију, учврстио северну границу султаната са Османским царством и показао се као велики мецена уметности и архитектуре. Штавише, иако је Кајтбеј водио шеснаест војних похода, остао је упамћен углавном по спектакуларним изградњама које је финансирао, остављајући траг својим грађевинама у Меки, Медини, Јерусалиму, Дамаску, Алепу, Александрији и сваком кутку Каира.

## Биографија

### Детињство
Кајтбеј је рођен између 1416. и 1418. у великој Черказији на Кавказу. Његова спретност у стреличарству и јахању коња привукла је пажњу трговца робова који га је откупио и довео га у Каиро, када му је већ било око 20 година. Убрзо га је купио владајући султан Барсбеј и поставио за члана дворске Гарде. Ослободио га је Барсбејев наследник, Џакмак, а именовао га за трећег извршог секретара; под влашћу Сејфудина Инала, Хушкадама и Јилбеја је даље унапређиван кроз мамелучку војну хијерархију, да би постао Таqaddimat alf, командант хиљаде Мамелука. Под влашћу султана Тимурбуге, достигао је ранг Атабака, или фелдмаршала читаве мамелучке војске. Током овог периода, Кајтбеј је прикупио значајно богатство које му је омогућило да врши многа доброчинства као султан без пражњења краљевске ризнице.

### Долазак на престо
Владавина Тимурбуге трајала је мање од два месеца, јер су га збацили са престола 30. јануара 1468. године војним пучем. Кајтбеј је предложен као компромисни кандидат кога су прихватиле многе дворске фракције. Упркос очитом негодовању, дошао је на престо 31. јануара. Кајтбеј је инсистирао на томе да Тимурбуги буде додељена часна пензија, уместо присилног егзила који је углавном наметан збаченим владарима. Међутим, наредио је егзил вођама пуча, и основао је ново владајуће Веће састављено од његових подржавалаца и старијих дворјана које је претходна власт одстранила. Јашбак мин Махди је именован за „давадара“ (dawadar), односно извршног секретара, а Азбак мин Тутх за атабака (atabak). Њих двојица су остали Кајтбејеви најближи саветници до краја своје каријере, иако се међусобно нису подносили. Сматра се да је Кајтбеј установио политику постављања ривала на места једнаког ауторитета, тиме спречавајући појаву надређеног и прикупљања превише моћи, а уз то је задржавао могућност изглађивања свих неспоразума својом аутократском влашћу.
Кајтбејев први велики изазов био је побуна шаха Сувара, вође једне мале туркменске династије, Зулкадрида, у источној Анадолији. Први поход против њих је пропао, а Сувар је претио да нападне Сирију. Друга мамелучка војска је послата 1469. под вођством Азбака, али је исто тако поражена. Тек је 1471. трећи напад, овога пута под командом Јашбака, успео да победи Суварову војску. Током 1473, Сувар је заробљен и доведен натраг у Каиро, заједно са својом браћом. Затвореници су развучени и раскомадани, а њихови остаци су окачени на Баб Зувејла капији.
Владавина Кајтбеја је била обележена развојем трговачког промета са другим савременим државама. Током ископавања крајем 19. и почетком 20. века у више од четрнаест локација у околини Бораме на територији данашње северозападне Сомалије је откопан, између осталог, ковани новац који је идентификован као Кајтбејев. Већина ових налаза је повезана са средњовековним султанатом Адалом, и послата је у Британски музеј у Лондону ради очувања убрзо након открића.

### Учвршћивање власти
Након Суваровог пораза, Кајтбеј је започео чишћење свог двора од свих преосталих фракција. Поставио је своје Мамелуке на све кључне позиције. Он је често ишао на излете, намерно остављајући цитаделу са ограниченим бројем стражара да покаже своје поверење према потчињенима и становништву. Често је путовао током своје владавине. Између осталих градова посетио је Александрију, Дамаск и Алеп. Лично је контролисао изградњу својих бројних пројеката. Током 1472. године је отишао на хаџилук у Меку. Сиромаштво грађана Медине га је веома погађало. Због тога је знатан део свог приватног богатства уложио у ублажавање њиховог лошег материјалног стања. Таквим поступцима, Кајтбеј је стекао репутацију побожног и милосрдног владара са краљевским самопоуздањем.

### Османско-мамелучки рат
Током 1480, Јашбак је предводио војску против династије Ak Koyunlu у Северној Месопотамији, али је поражен при нападу на Урфу, где је заробљен и погубљен. Ови догађаји наговестили су знатно веће војно ангажовање против много моћнијег Османског царства у Анадолији. Од 1485. године, османлијска војска је отпочела поход на мамелучке границе, а из Каира је послата војна јединица да им се супротстави. Ове мамелучке трупе извојевале су изненађујућу победу у близини Адане 1486. године. Уследило је привремено примирје. Међутим, наредне године Османлије су поново освојиле Адану, да би их одмах потом поразила велика мамелучка војска. Како је турска експанзија на западном Медитерану представљала све већу опасност по шпанску Круну, краљ Шпаније Фернандо II је склопио привремени савез са Мамелуцима против Османлија од 1488. до 1491. године, шаљући пшеницу и нудећи флоту од 50 каравела против Османлија.
Од 1491. је потписано коначно примирје, које је трајало до краја владавине Кајтбеја и османског султана Бајазита II. Способност Кајтбеја да склопи мир са највећом војном силом муслиманског света побољшала је његов углед у земљи и иностранству.

### Крај владавине
Последње године владавине Кајтбеја биле су уздрмане бројним немирима међу његовим војницима и нарушавањем његовог здравља, укључујући и несрећу са јахања, због које је био у коми данима. Многи од његових највернијих саветника су умрли, а на њихова места су дошли далеко нестручнији почетници. Уследио је дуг период дворских интрига. Током 1492. године, куга се вратила у Каиро, а пријављена је смрт 200.000 људи. Здравље Кајтбеја се значајно погоршало 1494. године, а његов двор, коме је недостајала ауторитарна личност, запада у сукобе, фракционализам и чистке.
Умро је 8. августа 1496. године и сахрањен је у спектакуларном маузолеју у склопу своје џамије на каирском Северном гробљу, коју је изградио за живота. Наследио га је син, Ел Насир Мухамед (не повезивати са чувеним султаном из 14. века са истим именом).

## Заоставштина
Владавина Кајтбеја се традиционално сматра „срећном кулминацијом“ мамелучке бурџијске династије. То је био период неупоредиве политичке стабилности, војног успеха и просперитета. Његови савременици су га поштовали као заштитника традиционалних мамелучких вредности. Истовремено, може бити критикован због свог конзервативизма, и због тога што није успео да прихвати модернизацију у светлу нових изазова. Након смрти Кајтбеја, мамелучка држава запада у дуготрајну кризу борбе око престола у трајању од пет година, све до доласка Ел Ашрафа Кансуха ел Гаурија.
Данас је Кајтбеј можда најпознатији по свом значајном ктиторству. Најмање 230 споменика је изграђено током његове владавине, било да они још увек постоје или се само помињу у савременим изворима. У Египту, Кајтбејеве грађевине се могу наћи широм Каира, као и у Александрији и Розети. У Сирији је финансирао пројекте у Алепу и Дамаску. Поред тога, он је заслужан за изградњу медреса и фонтана у Јерусалиму и Гази, које још увек постоје - посебно Кајтбејеве фонтане и Медресе ел Ашрафије. На Арабијском полуострву, Кајтбеј је финансирао обнову џамија и изградњу медреса, фонтана и конака у Меки и Медини. Након што је пожар озбиљно оштетио Пророкову џамију у Медини током 1481. године, читава грађевина, укључујући гробницу Посланика, значајно је обновљена под патронатом Кајтбеја.
Једна од палата које су изграђене у његово време је и Бејт ел-Разаз палата.

## Галерија
- Сабил кутеб Кајтбеја у Каиру
- Кајтбејева палата у Каиру
- Кајтбејева тврђава у Розети (Рашид), Египат
- Кајтбејева џамија и гробница у Каиру
- Нацрт Кајтбејеве џамије са маузолејом на Северном гробљу у Каиру
- Ентеријер Кајтбејеве џамије
- Кајтбејева чесма у Јерусалиму
- Мост Сиди Абу Бакр, Мит Нама, Египат
- Детаљ са моста на коме је уклесано име Кајтбеја
- Кајтбејева тврђава у Александрији, Египат
- Зидине око Кајтбејеве тврђаве у Александрији
- Плоча са именом Кајтбеја у Александријском народном музеју